# 前389年
| 千纪： | 前1千纪 |
| 世纪： | 前5世纪 \| 前4世纪 \| 前3世纪 |
| 年代： | 前410年代 \| 前400年代 \| 前390年代 \| 前380年代 \| 前370年代 \| 前360年代 \| 前350年代 |
| 年份： | 前394年 \| 前393年 \| 前392年 \| 前391年 \| 前390年 \| 前389年 \| 前388年 \| 前387年 \| 前386年 \| 前385年 \| 前384年                                                                       |
| 纪年： | 周安王十三年 魯穆公二十七年 齊康公十六年 晉烈公二十七年 趙武侯十一年 魏武侯七年 韓烈侯十一年 秦惠公十一年 楚悼王十三年 宋休公七年 衛慎公二十六年 鄭康公七年 燕後簡公二十六年 越王翳二十二年 |

## 大事记
- 高卢人击败羅馬，侵入罗马城。
- 齊田和會魏文侯、楚人、衛人於濁澤，求為諸侯（西元前391年田和遷齊康公於海上），魏文侯代向周安王請求封爵，獲得許可，史稱太公。
- 陰晉之戰，秦國起兵50萬討伐魏國西河郡，被郡守吳起以少勝多擊敗秦軍的著名戰爭。

## 出生
- 商鞅，中国战国中期著名思想家、政治家、军事家、改革家(前338年被处死)。
- 秦出公，秦國君主（前385年逝世）。

## 逝世
- 墨子，中国哲学家，(出生于前476年左右，详细年日不清)。